# Deltoclita rubripes
Espèce
Synonymes
- Charis rubripes Keyserling, 1880

Deltoclita rubripes est une espèce d'araignées aranéomorphes de la famille des Thomisidae.

## Distribution
Cette espèce se rencontre au Brésil et au Pérou.

## Description
La femelle holotype mesure 4,7 mm.

## Publication originale
- Keyserling, 1880 : Die Spinnen Amerikas, I. Laterigradae. Nürnberg, vol. 1, p. 1-283 (texte intégral).